# 20. podmorniška flotilja (Wehrmacht)
Za druge 20.flotilje glejte 20. flotilja.
20. podmorniška flotilja je bila šolska podmorniška flotilja v sestavi Kriegsmarine med drugo svetovno vojno.
Flotilja ni imela dodeljenih podmornic, saj so tu posadke prejele uvodna predavanja iz taktičnega pouka.

## Baze
- junij 1943 - februar 1945: Pillau

## Poveljstvo
Poveljnik
- Kapitan korvete Ernst Mengersen (junij 1943 - februar 1945)